# هابي جالي
هابي جالي (بالإنجليزية: Happy Jele) (1 يناير 1987 في جنوب أفريقيا - ) هو لاعب كرة قدم جنوب أفريقي في مركز الدفاع. شارك مع منتخب جنوب أفريقيا لكرة القدم. أما مع النوادي، فقد لعب مع أورلاندو بيراتس.

## وصلات خارجية
- هابي جالي على موقع قاعدة بيانات كرة القدم.إي يو (الإنجليزية)
- هابي جالي على موقع ناشيونال فوتبول تيمز (الإنجليزية)
- هابي جالي على موقع Soccerway.com (الإنجليزية)
- هابي جالي على موقع عالم كرة القدم.نت (الإنجليزية)